# 敞篷车

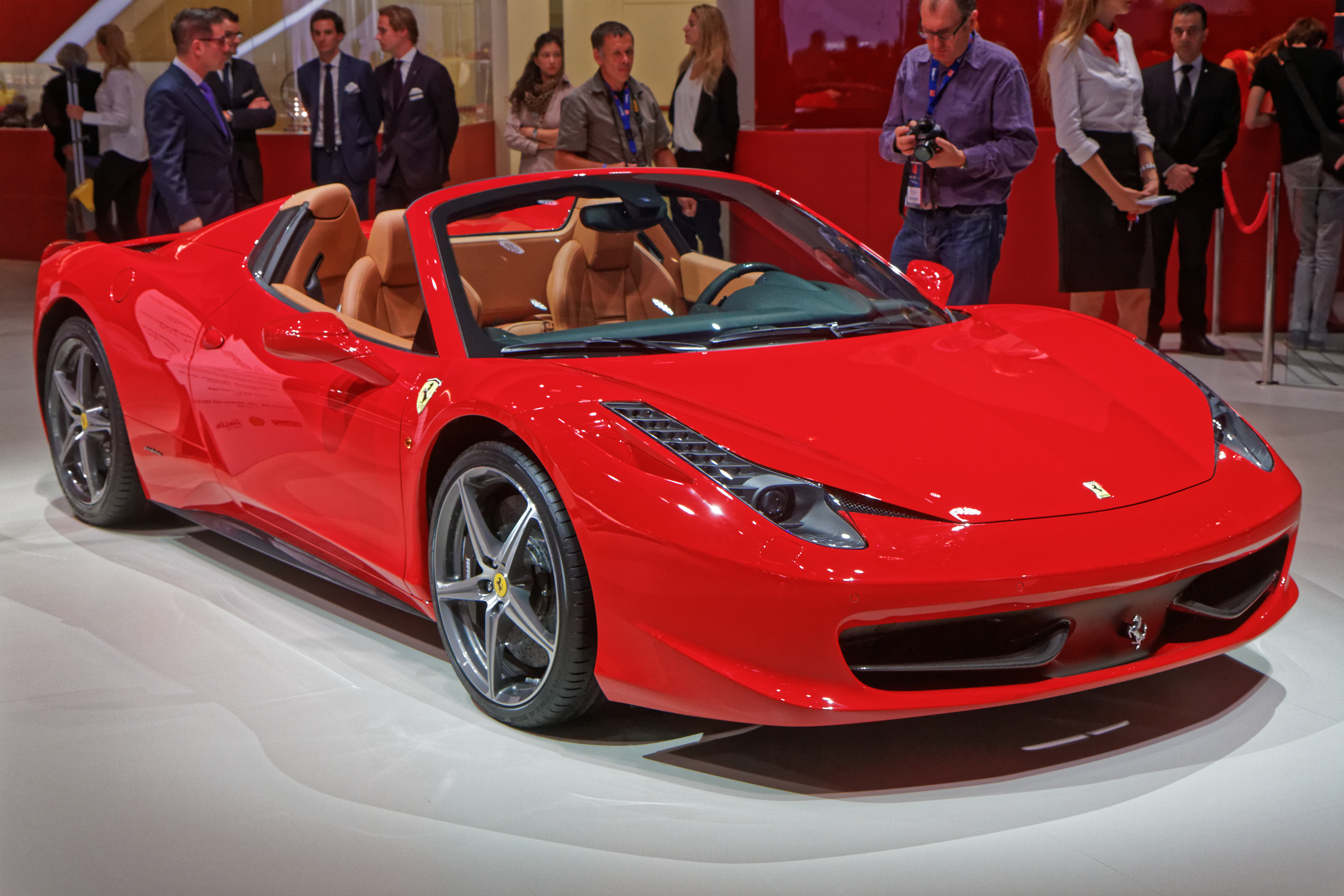
法拉利458 Spider敞篷版

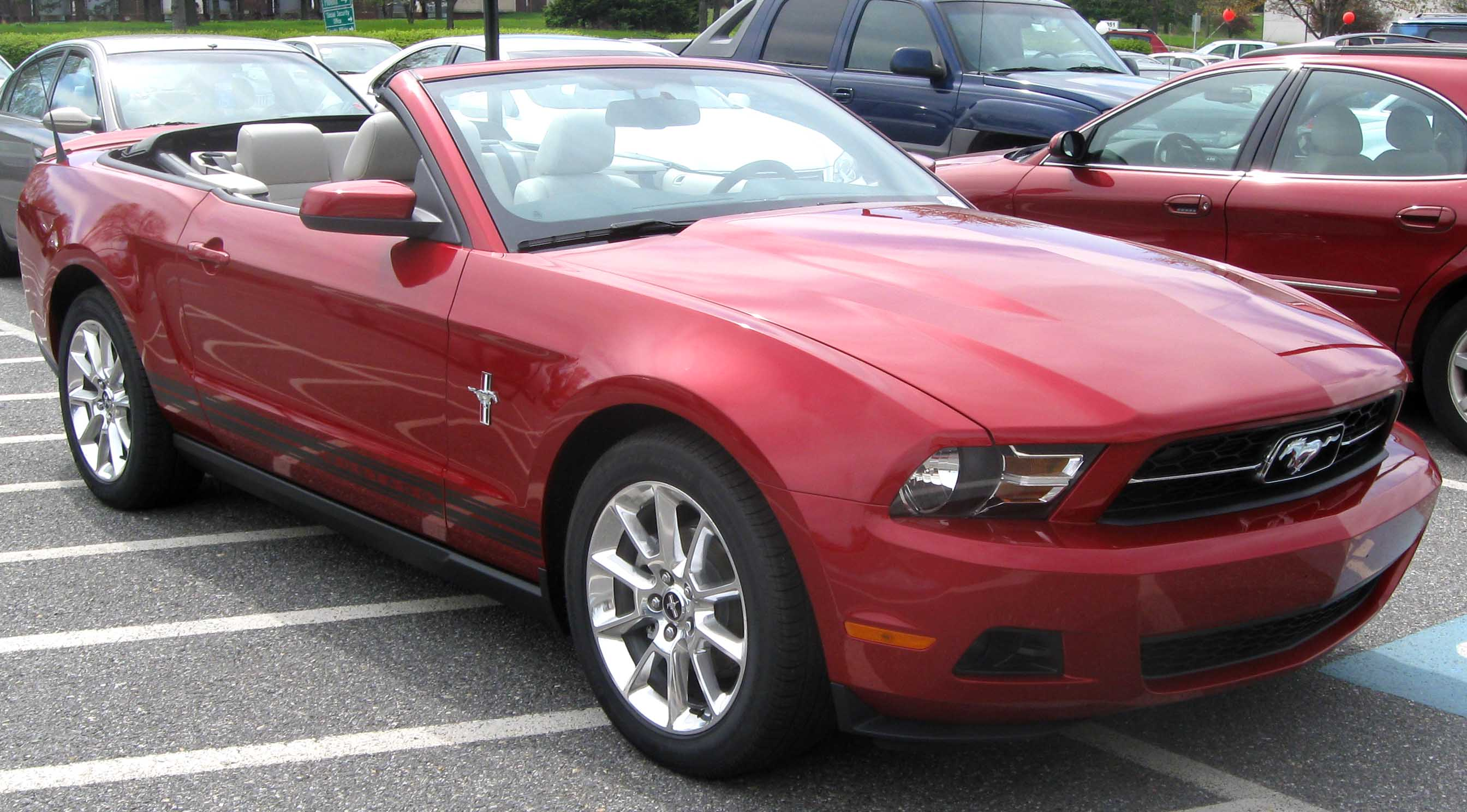
福特野馬

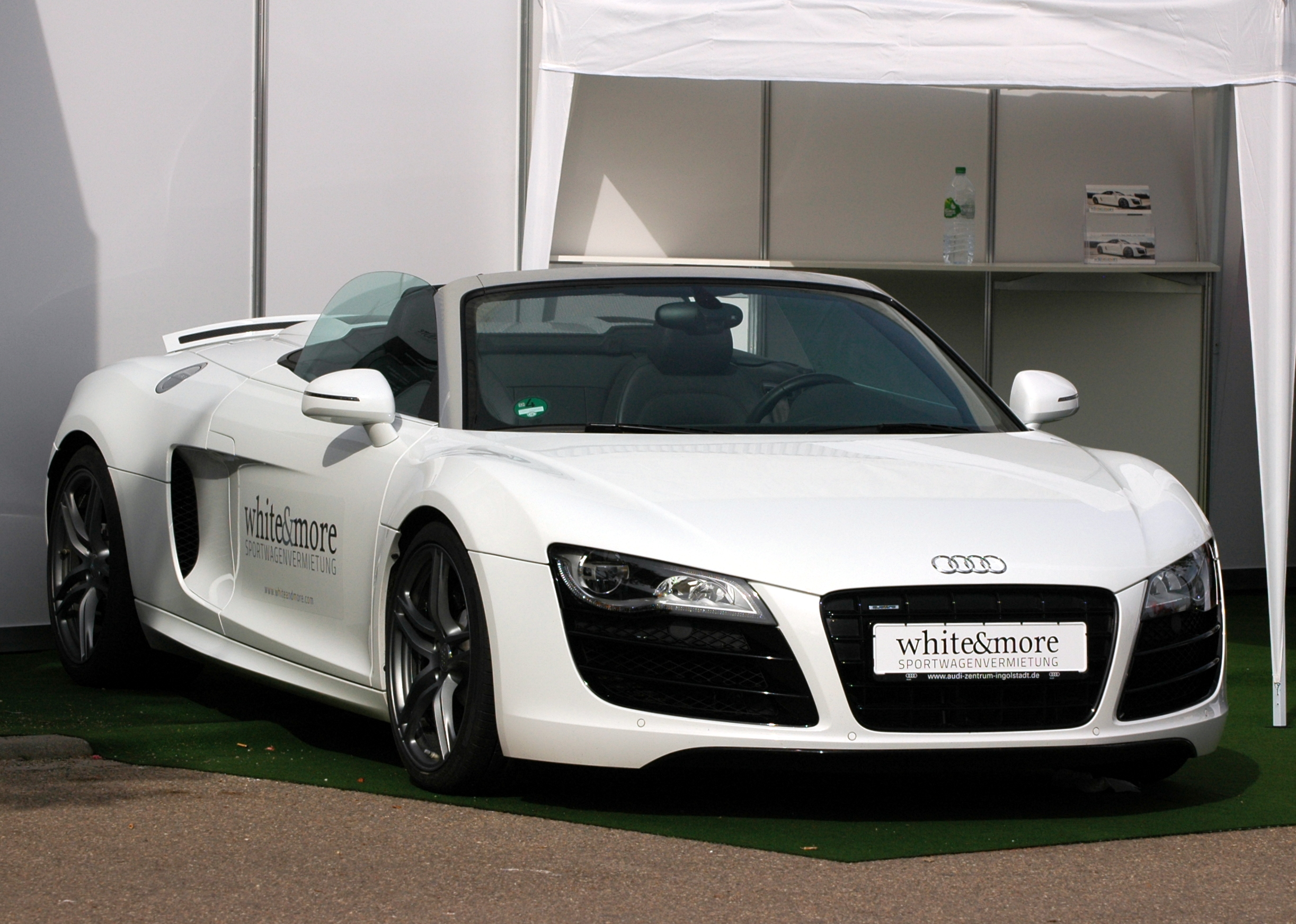
奧迪R8 Spyder

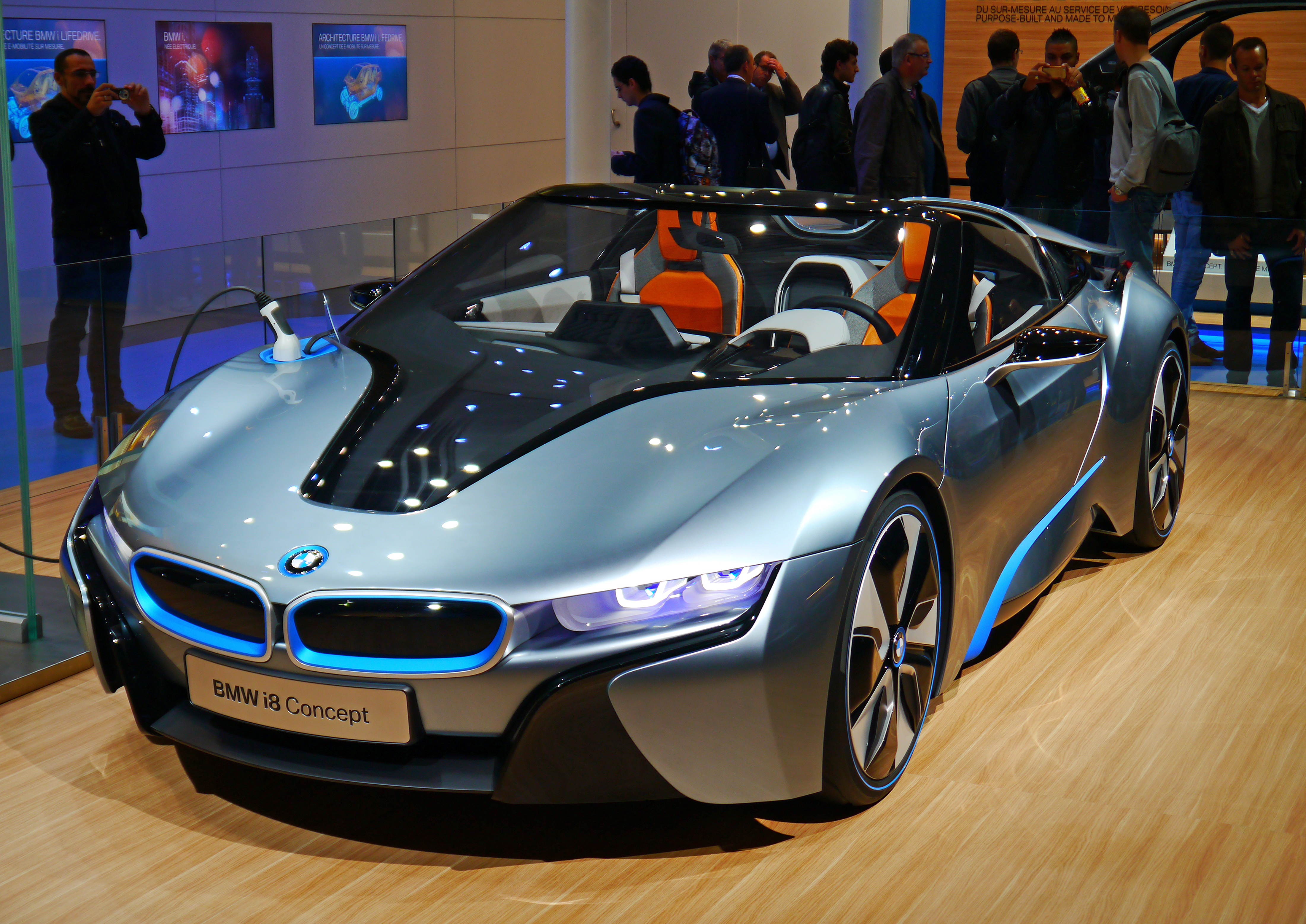
BMW i8 Concept

敞篷車是指帶有折叠式可开启车顶的轿车，按照车顶的结构可區分成硬顶式和软顶式。软顶车較为常见，通常采用帆布、乙烯或塑料作为材料，配以可折叠的支架。
其實最早的汽車本是沒有車頂的，但當有頂後更受歡迎，才有專用的開篷車面世。
1934年法國標緻402是世界首部金屬硬頂敞篷車，以金属材质製成的車頂可自动开合。敞篷车在美式英语称为convertible（原意为可转换的，意指敞篷车可在敞篷和有車頂车型间转换），但在英式英语或欧洲其他国家則通常称为cabriolet。
某些車廠開發的車型專門為敞篷車設計，没有其他正常車頂的車型，比如马自达的MX-5、福斯的Cabriolet等。而絕大部分的車则既有敞篷型、也有正常車頂型。有些则是由廣受欢迎的轿车款式裡附带发展出来的，比如福斯Beetle的敞篷車型。大部分的敞篷车都是雙门式的，四门款式较为少见。某些軟頂敞篷車也會提供可拆式硬頂作為冬天雪季使用，避免停在戶外時車頂被積雪壓垮。軟頂敞篷車若長期停在車庫內最好將車蓬升起，以免車蓬長期摺疊造成變形。
早期一部分開篷車根本沒有固定的車架，當打開篷頂時支柱會收摺，萬一此時翻車則相當危險，因為僅有前方擋風玻璃架和座椅頸枕的內部支架能保護車內乘客。這類車流行是因為很多人不喜歡在打開軟頂後，固定的支架妨礙美觀。現在的做法是在車廂後部有一個隱藏的支架，假如汽車傾側到一定角度便會自動升起保護人員，也可以調校至預先伸出就更穩妥。
另外部分車款本身只有車架，沒有車門、車窗和車頂，這類車型構造稱為開放式車體，車殼僅覆蓋引擎艙和行李廂，明顯是為了徹底地輕量化而做的。雖然可在翻車時提供足夠的保護，可是多半無法安裝空調，遇上惡劣天氣還要手動裝上軟篷頂。如早期轎車中的福特T型車的部分型號，沙灘車等部分越野車，跑車中則有Radical和蓮花汽車部分車款。這類車不是所有國家的交通條例都批淮在街上行駛。

## 主要的敞篷车型
| - 愛快羅密歐Spider - 亞士頓馬丁DB9 Volante 敞篷型 - 亞士頓馬丁DBS Volante - 奥迪TT敞篷型 - 奥迪A4敞篷型 - 奧迪A5 Cabriolet - 賓利Continental GTC - 賓士SL 350 - 賓士SL 63 AMG - 賓士SLK 200 - 寶馬320i Convertible - 寶馬335i Convertible - 寶馬Z3 - 寶馬Z4 - 寶馬6系列敞篷型 - 凯迪拉克Sixty Special - 凯迪拉克Eldorado - 凯迪拉克XLR - 雪佛兰Corvette | - 克莱斯勒LeBaron - 克莱斯勒Sebring敞篷型 - 大發Copen - 道奇400 - 本田S2000 - 丰田Solara - 日產350Z - 福特野馬GT敞篷型 - 林肯Continental - 凌志ISC - 凌志SC430 - 莲花Elise - 莲花Elan - 馬自達MX-5 - MG TF | - MGB - 迷你敞篷型 - 三菱Eclipse Spyder - Nash Metropolitan - 庞蒂克Solstice - 保时捷Boxster - 萨博900 - 土星Sky - Vauxhall VX220 - 富豪C70 - 大众Eos - 大众Cabriolet |  |